# Anglo-Swiss Racing
Unter der Bezeichnung Anglo-Swiss Racing meldeten die britischen Automobilrennfahrer Piers Courage und Jonathan Williams 1964 zwei Rennwagen zu zahlreichen britischen und kontinentaleuropäischen Wettbewerben der Formel 3. Die Bezeichnung suggerierte die Existenz eines Teams, das es tatsächlich gar nicht gab. Anglo-Swiss Racing hat insoweit eine gewisse motorsporthistorische Bedeutung, als der spätere Formel-1-Teamchef Frank Williams, der mit beiden Rennfahrern eng befreundet war, bei einigen Rennen als Mechaniker für Courage und Williams arbeitete.
Anglo-Swiss Racing hatte keine Beziehung zu dem Team Anglo-Suisse Racing Team des Schwedischen Rennfahrers Joakim Bonnier.

## Entstehungsgeschichte

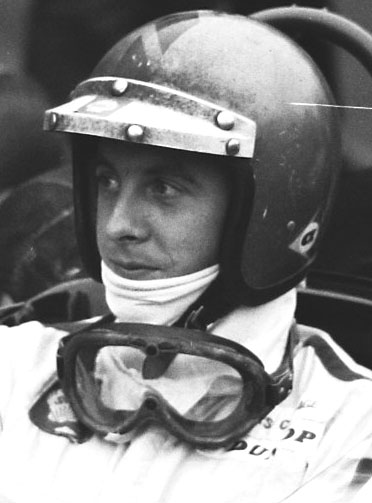
Piers Courage

Die 1964 ins Leben gerufene Formel 3 zog als Nachwuchsklasse europaweit junge Rennfahrer an, die vielfach noch wenig Erfahrung mit Monoposto-Fahrzeugen hatten. Die etablierten britischen Rennwagenhersteller lieferten neu entwickelte Fahrzeuge für die Formel 3. Zumeist unterhielten sie eigene Werksteams mit Fahrern, die bei ihnen angestellt waren, daneben traten unabhängige Teams mit Kundenautos an. Fahrer, die weder an ein Werksteam noch an ein Kundenteam gebunden waren, konnten als sogenannte private entries an den Rennen teilnehmen. Üblicherweise erfolgte die Meldung (engl. entry) in diesen Fällen unter den Namen der jeweiligen Fahrer.
Zu den Piloten, die 1964 in der Formel 3 ihre ersten Monoposti-Rennen fuhren, gehörte der britische Unternehmersohn Piers Courage. Der mit ihm befreundete Jonathan Williams hatte geringfügig mehr Erfahrung mit offenen Einsitzern. Courage und Williams waren 1964 nicht an ein Team gebunden, sondern organisierten die Renneinsätze in diesem Jahr selbst. Um das größerer Professionalität zu vermitteln und „um die Organisatoren zu beeindrucken,“ vermieden sie es, sich als private entries unter eigenen Namen zu melden. Stattdessen erfolgten die Meldungen unter der Bezeichnung Anglo-Swiss Racing, das seinen Sitz in Lausanne am Genfersee haben sollte. Ein solches Team gab es tatsächlich weder rechtlich noch organisatorisch; beide Rennfahrer verfügten insbesondere über eigene Budgets, die sie getrennt verwalteten. Die Verwendung des Namensbestandteils „Swiss“ (für Schweiz) sollte den Eindruck wirtschaftlicher Solidität vermitteln. Der einzige Bezug zu Lausanne und zur Schweiz bestand tatsächlich in einer Garage, die einem Freund von Courage und Williams gehörte und die die beiden Rennfahrer im Laufe des Jahres lediglich ein paar Mal aufsuchten. In Wirklichkeit organisierten beide, vielfach mit Unterstützung des mit Jonathan Williams nicht verwandten Frank Williams, ihre Renneinsätze aus einem Renntransporter, der ihnen in der Saison auch als Wohnunterkunft diente.
Nach dem Ablauf der Saison 1964 erfolgten keine Meldungen des Anglo-Swiss Racing Teams mehr. Courage und Williams fuhren 1965 für das Team Charles Lucas Engineering und wechselten wenig später in höhere Rennklassen.

## Renneinsätze

### Lotus-Nachbauten

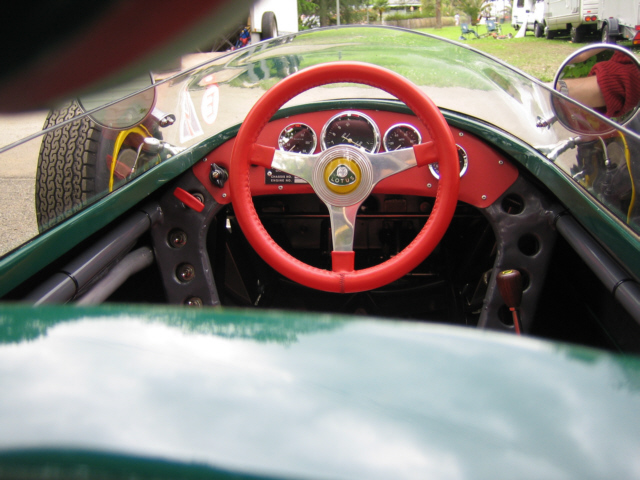
Cockpit eines Lotus 22 (weitgehend baugleich mit dem Lotus 31)

Mangels ausreichender Finanzmittel konnten Courage und Williams 1964 keine neuen Formel-3-Autos kaufen. Stattdessen ließen sie sich von einem freien Mechaniker zwei Autos bauen, die Chassis des Lotus 31 verwendeten und zugekaufte technische Komponenten unterschiedlicher Herkunft nutzten. Nach Courages Angaben kosteten diese Eigenbauten weniger als ein Drittel des Preises für einen Lotus-Neuwagen. Ungeachtet ihrer tatsächlichen Herkunft werden die Wagen von Courage und Williams in den Statistiken üblicherweise als Lotus 31 oder als Lotus 22 geführt; einige Quellen sprechen auch von einem Lotus-31-Klon. Um den Eindruck der Zusammengehörigkeit zu vermitteln, waren die Wagen von Courage und Williams identisch lackiert.

### Kontinentaleuropäische Rennen
Courage und Williams konzentrierten sich 1964 auf kontinentaleuropäische Rennen, weil hier das Startgeld zehn- bis zwanzigmal höher war als in Großbritannien. Von April bis Oktober 1964 fuhr Courage insgesamt 23 Formel-3-Rennen für Anglo-Swiss, und zwar überwiegend in Italien, daneben aber auch in der Bundesrepublik Deutschland und in der DDR.
Die erste Meldung des Anglo-Swiss Racing Teams erfolgte zum 4. Preis von Wien, einem Flugplatzrennen, das am 12. April 1964 in Aspern abgehalten wurde. Williams erschien nicht, Courage hingegen ging an den Start. Er beendete das Rennen als Sechster von insgesamt neun Fahrern. Sein bestes Ergebnis für Anglo-Swiss Racing erzielte Courage bei der Coupe Internationale de Vitesse in Reims-Gueux, die er hinter Jackie Stewart im werksunterstützten Cooper der Tyrrell Racing Organisation und Lucien Bianchi im Werks-Alpine als Gesamtdritter und zugleich als bester Privatfahrer beendete.
Jonathan Williams fuhr 1964 drei Rennen in Großbritannien sowie 12 kontinentaleuropäische Rennen. Seine besten Ergebnisse erzielte er in der zweiten Saisonhälfte. Sowohl bei der Astley Trophy auf dem Snetterton Motor Racing Circuit, als auch bei dem Preis von Tirol in Innsbruck kam Williams als Zweiter ins Ziel. Hinzu kamen dritte Plätze beim Bernauer Schleifenrennen in der DDR und bei der Norbury Trophy in Crystal Palace.